# Estádio Mauro Sampaio
L'Estadio Arena Mauro Sampaio de Romeiras, noto come Estadio Romeirão, o solo Romeirão; è un impianto polisportivo situato a Juazeiro do Norte, a Cearà, in Brasile. Lo stadio è di proprietà ufficiale del Guarani do Juazeiro E.C.

## Storia
Lo stadio fu inaugurato il 1º maggio 1970, ovvero durante la Festa del Lavoro, con la partita disputata tra Fortaleza e Cruzeiro, vinta 0-3 da quest’ultimi.